# Нижние Кибечи
Ни́жние Кибе́чи (чув. Анаткас Кипеч) — деревня в Канашском районе Чувашской Республики. Входит в состав Среднекибечского сельского поселения.

## География
Находится в центральной части Чувашии, на расстоянии приблизительно 11 км по прямой на север от районного центра города Канаш.

## История
Известна с 1885 года, когда здесь (тогда околоток деревни Большие Кибечи, что ныне не существует) было учтено 89 дворов и 433 жителя. В 1897 году было учтено 596 человек, в 1906—107 дворов, 511 жителей, в 1926—122 двора, 622 жителя, в 1939—726 жителей, в 1979—535. В 2002 году был 141 двор, в 2010—111 домохозяйств. В 1930 образован колхоз «Чуваш. ЦИК».

## Население
Постоянное население составляло 405 человек (чуваши 97 %) в 2002 году, 347 в 2010.